# Jeux paralympiques d'été de 2024
Pour les jeux olympiques de Paris 2024, voir Jeux olympiques d'été de 2024.

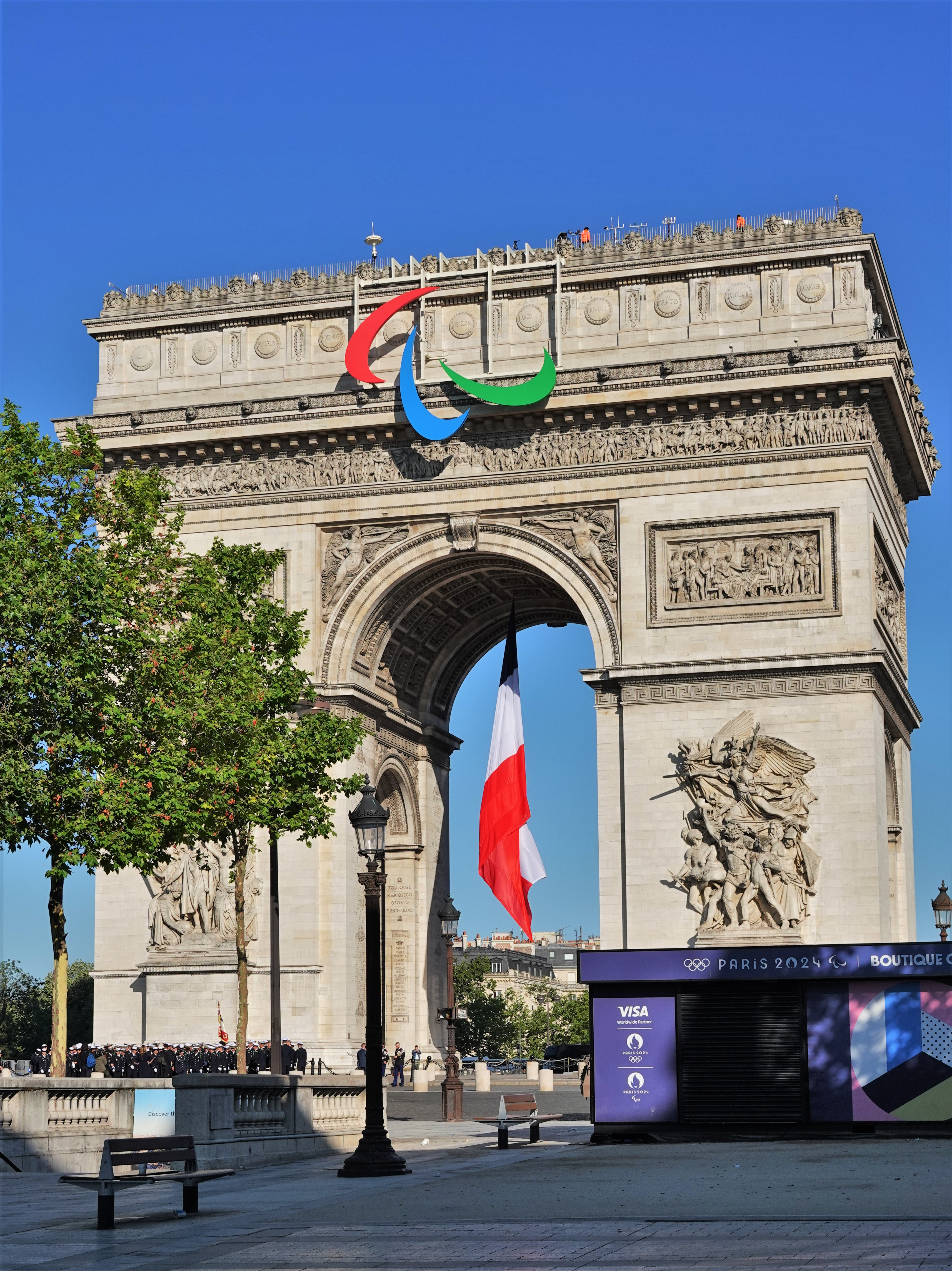
Les symboles paralympiques exposés sur l'arc de triomphe à Paris en 2024.

Les Jeux paralympiques d'été de 2024, officiellement XVIIe jeux paralympiques d'été, se déroulent à Paris, en France, du 28 août au 8 septembre 2024. La ville hôte de ces Jeux olympiques et paralympiques est officiellement désignée lors de la 131e session du Comité international olympique (CIO) à Lima, au Pérou, le 13 septembre 2017.
Les villes de Hambourg, Rome et Budapest étaient également en lice jusqu'à leurs retraits, respectivement les 29 novembre 2015, 11 octobre 2016 et 22 février 2017. C'est la ville de Los Angeles qui est désignée pour les Jeux paralympiques de 2028, conformément à l'accord trouvé avec le CIO, le 31 juillet 2017.
C'est la première fois que Paris organise des Jeux paralympiques d'été, l'événement n'existant pas lors de la dernière célébration des Jeux olympiques à Paris en 1924, bien que la cinquième édition des Jeux paralympiques d'hiver se soit déroulée en France, à Tignes et Albertville, en 1992.

## Organisation

### Organisation institutionnelle
Le 18 janvier 2018, le Comité d'organisation des Jeux olympiques et paralympiques (COJO) est créé ; il est présidé par Tony Estanguet ; le directeur général est Étienne Thobois. Une société de livraison des ouvrages olympiques (SOLIDEO), est également créée en février 2017 ; il s’agit d’un établissement public présidé par Anne Hidalgo. En octobre 2017 Nicolas Ferrand est nommé préfigurateur de la SOLIDEO. Thomas Jolly est désigné directeur artistique des cérémonies d'ouverture et de clôture des Jeux olympiques d'été et de celles des Jeux paralympiques d'été 2024.
Pour l'organisation gouvernementale, en septembre 2017, Jean Castex est nommé délégué interministériel aux Jeux olympiques et paralympiques de 2024 à Paris. À la suite de sa nomination comme Premier ministre, il est remplacé à compter du 17 août 2020 par Michel Cadot.
Le 7 mars 2018, le comité exécutif du Comité international paralympique (CIP) valide l'avancement d'une semaine des dates de tenue des Jeux de 2024, confirmant une volonté commune du COJO et du CIP de donner une plus grande visibilité aux épreuves paralympiques. Des compétitions se tiendront en effet durant les vacances scolaires.
En août 2023, un séminaire réunit à Paris les chefs de mission des Comités nationaux paralympiques (CNP). La venue à cette occasion de deux personnalités suscite une polémique : Ghafoor Kargari, président du comité paralympique iranien, est accusé de tortures et soupçonné de crimes contre l'humanité — une plainte est déposée à son encontre à Paris le 28 août — et Omar al-Aroub, président du comité syrien, est accusé de crimes de guerre,,.

### Relais de la flamme paralympique
La flamme est allumée à Stoke Mandeville le 24 août 2024 puis rejoint la France en passant par le tunnel sous la Manche. En France, la flamme est divisée en 12, pour faire 12 circuits en 3 jours, partant de la périphérie de la France (Calais, Valenciennes, Amnéville, Strasbourg, Thonon-les-Bains, Antibes/Juan-les-Pins, Montpellier, Lourdes, La Roche-sur-Yon, Lorient, Saint-Malo, Rouen) pour se réunir le jour de la cérémonie d'ouverture à Paris, devant l'hôtel de ville avant d'allumer la vasque lors de la cérémonie.

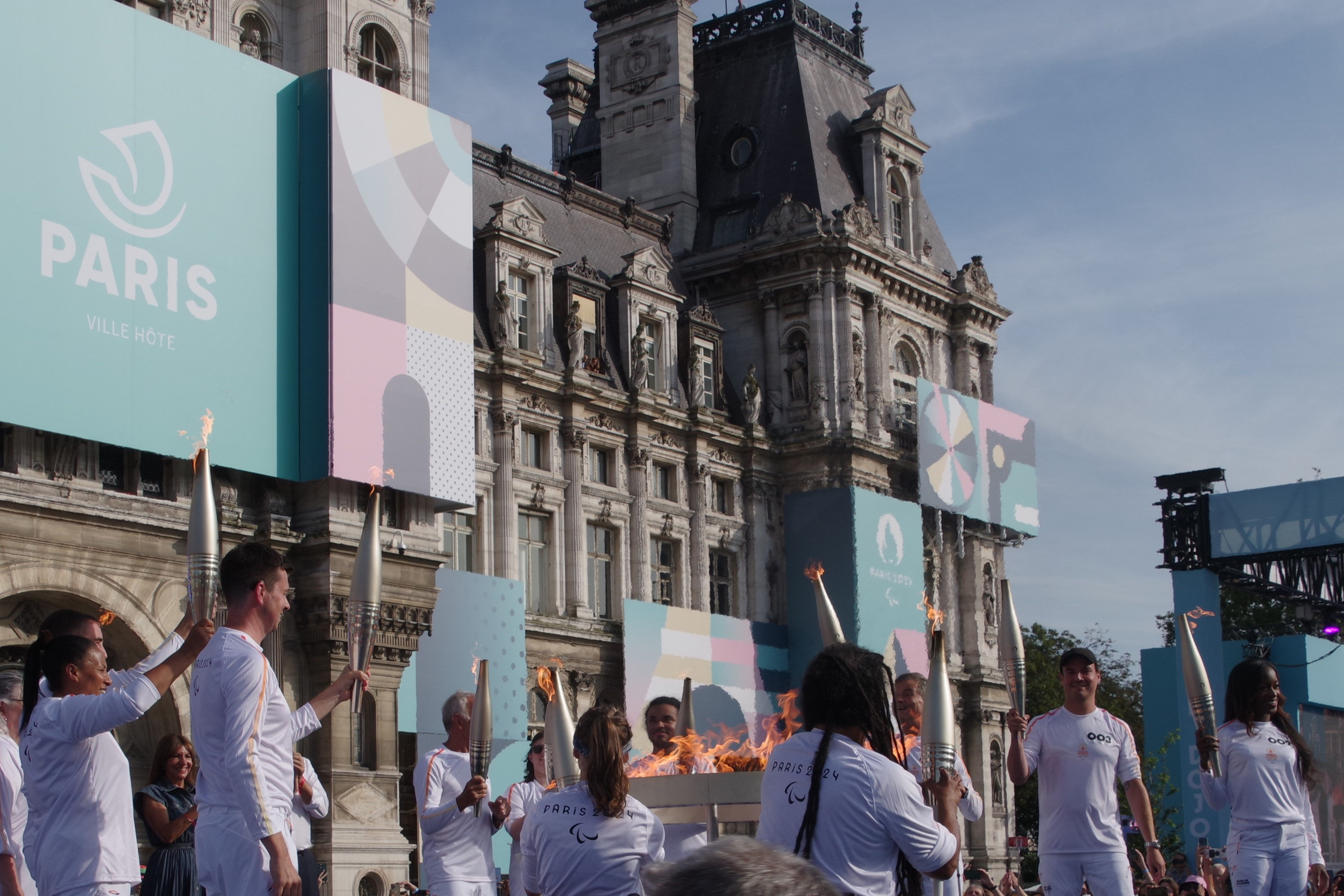
Rassemblement des 12 flammes devant l'hôtel de ville de Paris.

### Cérémonies d'ouverture et de clôture
En septembre 2022, Thomas Jolly est désigné directeur artistique des cérémonies d'ouverture et de clôture des Jeux olympiques d'été et de celles des Jeux paralympiques d'été de 2024, à Paris,. Comme pour les jeux olympiques, la cérémonie d'ouverture à lieu en dehors d'un stade, sur la place de la Concorde, tandis que la cérémonie de clôture se tient au Stade de France.
L'ensemble des cérémonies d'ouverture et de clôture des Jeux olympiques et paralympiques est récompensé d'une Victoire de la musique.

### Infrastructures sportives
Les sites olympiques sont dévoilés le 17 février 2016,,,,.
Durant l'année et demie de la candidature et à la suite de l'expérience des Jeux paralympiques de 2016, plusieurs sites sont modifiés par souci logistique. La boccia se joue en salle et l'on renforce le pôle du Bourget, plus proche du village paralympique.
La liste définitive est validée le 14 décembre 2020.
| Site                                           | Commune                                    | Statut                                                                  | Sport olympique et activités diverses |
| ---------------------------------------------- | ------------------------------------------ | ----------------------------------------------------------------------- | ------------------------------------- |
| Place de la Concorde                           | Paris                                      | Existant (tribunes provisoires)                                         | Cérémonie d'ouverture                 |
| Stade de France                                | Saint-Denis                                | Existant                                                                | Athlétisme                            |
| Stade de France                                | Saint-Denis                                | Existant                                                                | Cérémonie de clôture                  |
| Village olympique de Saint-Denis               | Saint-Denis, Saint-Ouen, L'Île-Saint-Denis | À construire                                                            | Village paralympique                  |
| Centre national de tir sportif                 | Déols                                      | Existant                                                                | Tir                                   |
| Champ-de-Mars                                  | Paris                                      | Existant (tribunes provisoires)                                         | Football à 5                          |
| Pont Alexandre-III                             | Paris                                      | Existant                                                                | Triathlon                             |
| Grand Palais                                   | Paris                                      | Existant (rénovation)                                                   | Escrime en fauteuil                   |
| Grand Palais                                   | Paris                                      | Existant (rénovation)                                                   | Taekwondo                             |
| Grand Palais éphémère (au Champ-de-Mars)       | Paris                                      | Temporaire (mis en place dès 2021 pour les rénovations du Grand Palais) | Judo                                  |
| Grand Palais éphémère (au Champ-de-Mars)       | Paris                                      | Temporaire (mis en place dès 2021 pour les rénovations du Grand Palais) | Rugby-fauteuil                        |
| Esplanade des Invalides                        | Paris                                      | Existant (tribunes provisoires)                                         | Tir à l'arc                           |
| Parc des expositions de la porte de Versailles | Paris                                      | Rénovation en cours                                                     | Tennis de table (Hall IV)             |
| Parc des expositions de la porte de Versailles | Paris                                      | Rénovation en cours                                                     | Goalball (Hall I)                     |
| Parc des expositions de la porte de Versailles | Paris                                      | Rénovation en cours                                                     | Boccia                                |
| Stade Roland-Garros                            | Paris                                      | Existant (rénovation et extension)                                      | Tennis fauteuil                       |
| Palais omnisports de Paris-Bercy               | Paris                                      | Existant                                                                | Basket en fauteuil                    |
| Arena Porte de la Chapelle                     | Paris                                      | À construire,                                                           | Badminton                             |
| Arena Porte de la Chapelle                     | Paris                                      | À construire,                                                           | Haltérophilie                         |
| Paris La Défense Arena                         | Nanterre                                   | Construction achevée à l'automne 2017                                   | Natation                              |
| Base nautique de Vaires-sur-Marne              | Vaires-sur-Marne                           | Existant (Site inauguré le 22 juin 2019)                                | Aviron                                |
| Base nautique de Vaires-sur-Marne              | Vaires-sur-Marne                           | Existant (Site inauguré le 22 juin 2019)                                | Canoë                                 |
| Château de Versailles                          | Versailles                                 | Existant (tribunes provisoires)                                         | Équitation                            |
| Vélodrome national                             | Saint-Quentin-en-Yvelines                  | Existant                                                                | Cyclisme sur piste                    |
| Boulevard Émile Zola                           | Clichy-sous-Bois                           | Existant                                                                | Cyclisme sur route                    |
| Parc des expositions de Villepinte             | Villepinte                                 | Existant                                                                | Volley-ball assis                     |
| Parc des expositions du Bourget                | Le Bourget                                 | Temporaires et existant                                                 | Centre des médias                     |

## Identité visuelle, sonore et marketing
Une grande partie de l'identité visuelle et sonore est commune avec les Jeux olympiques. 

Affiche commune
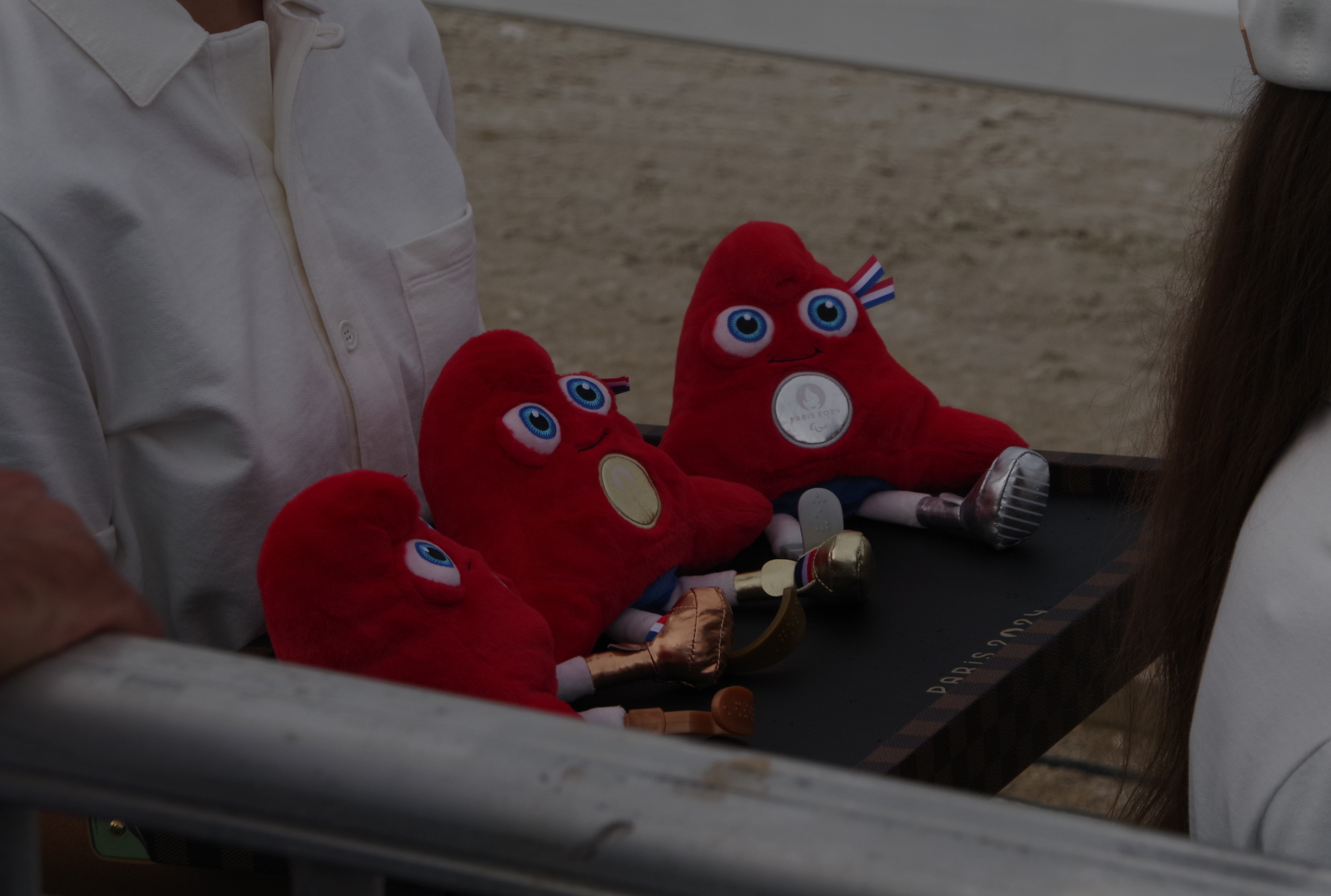
Phryges paralympiques remises aux médaillés
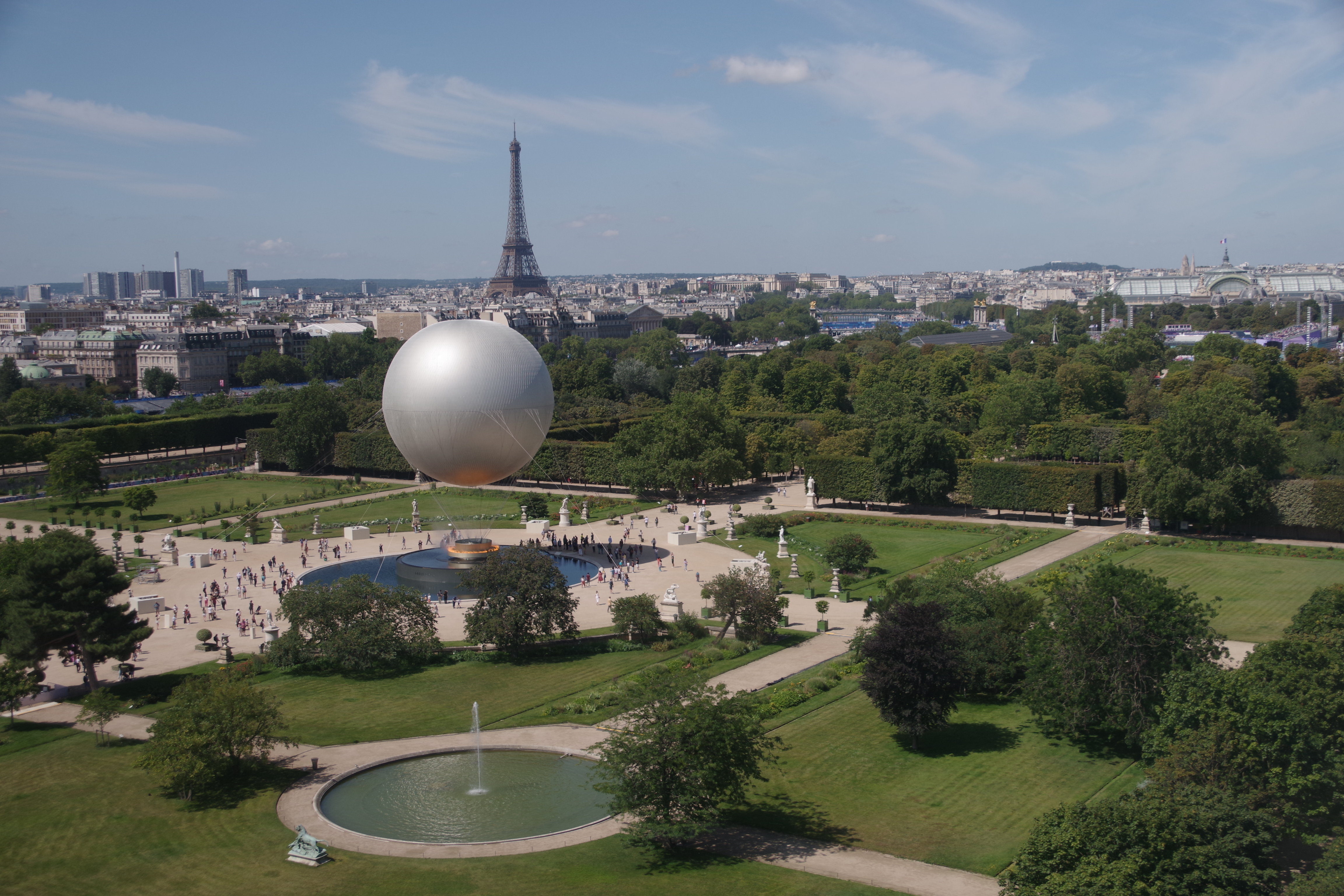
Vasque olympique et paralympique
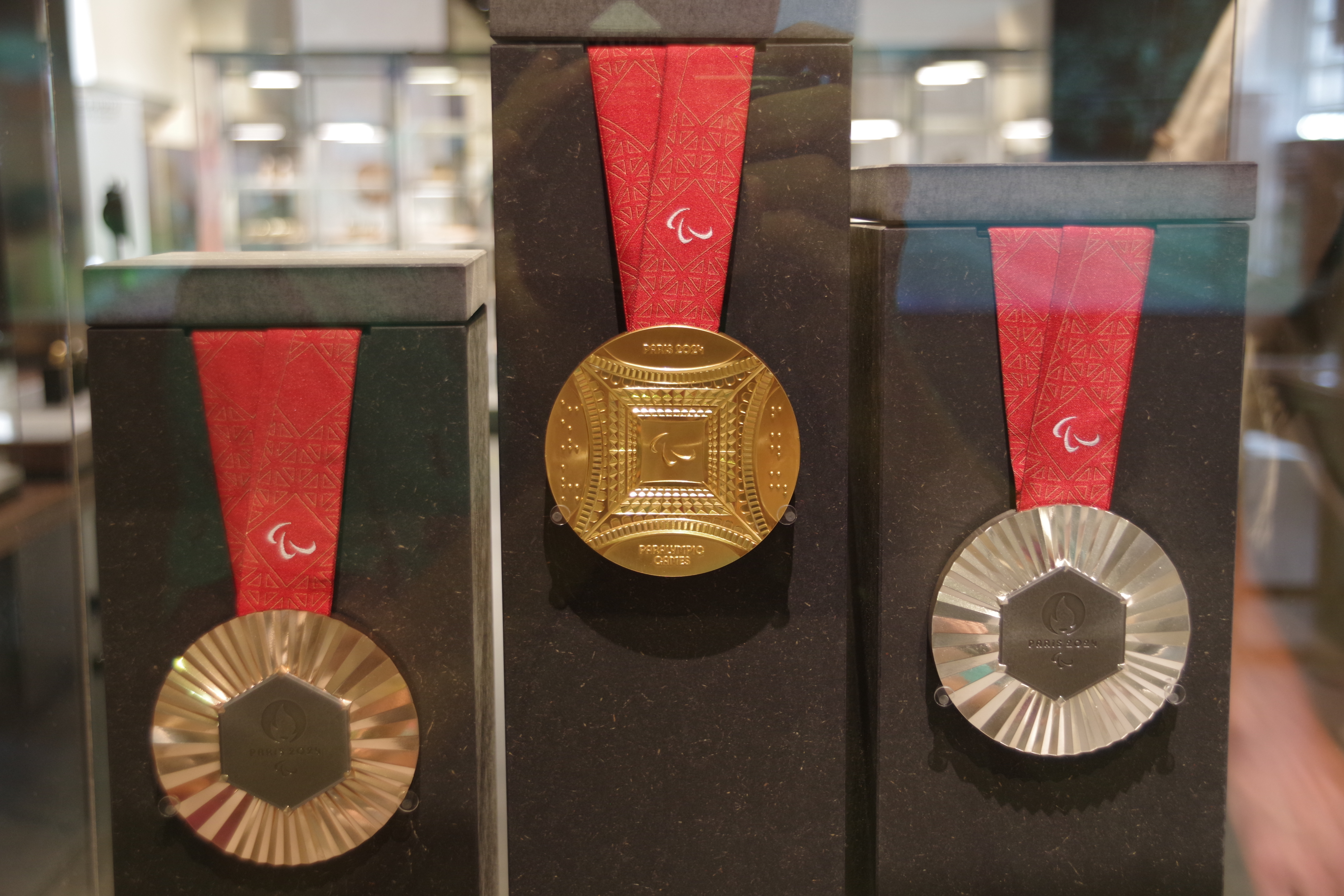
Médailles paralympiques
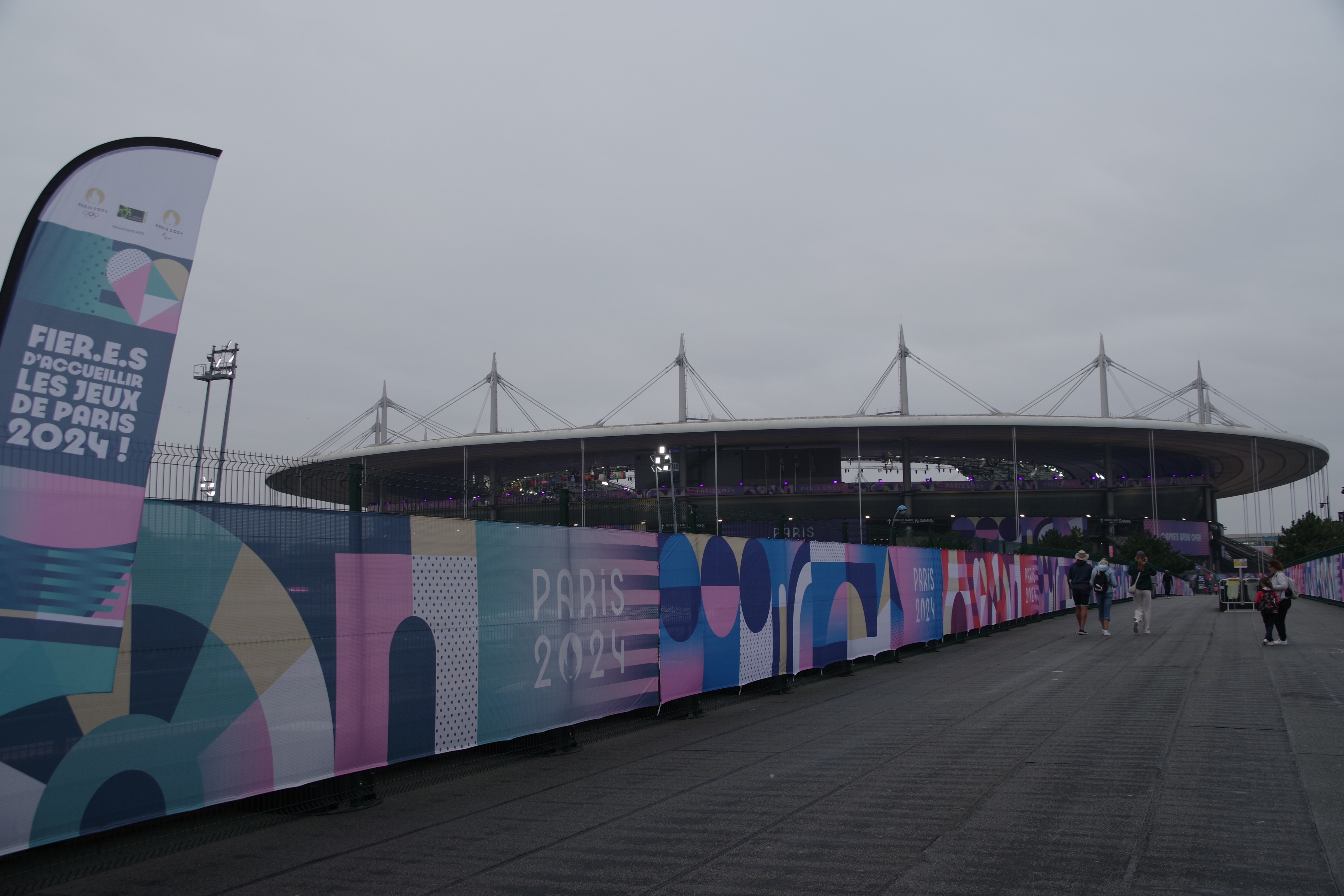
Stade de France aux couleurs de Paris 2024
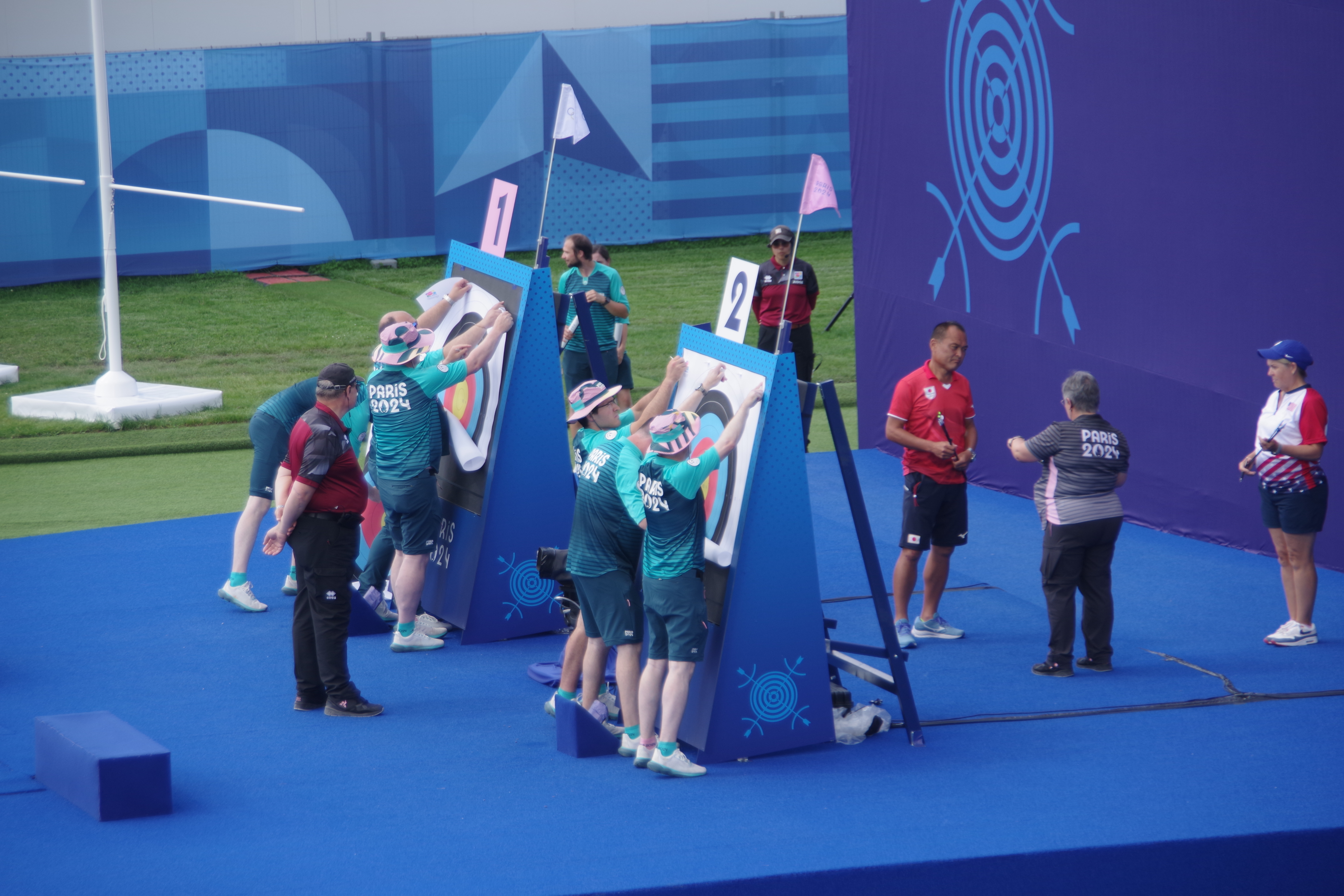
Volontaires et leur célèbre bob

### Logo
Le logo a été dévoilé le 21 octobre 2019 au Grand Rex,,. Rond, il rassemble trois symboles : une médaille d'or, la flamme olympique et Marianne, symbolisée par un visage de femme mais privée de son bonnet phrygien caractéristique. La typographie dessinée fait référence à l'Art déco, mouvement artistique des années 1920, décennie pendant laquelle ont eu lieu les Jeux olympiques à Paris, en 1924. Pour la première fois, ce logo sera unique pour les Jeux olympiques et les Jeux paralympiques.

### Mascottes

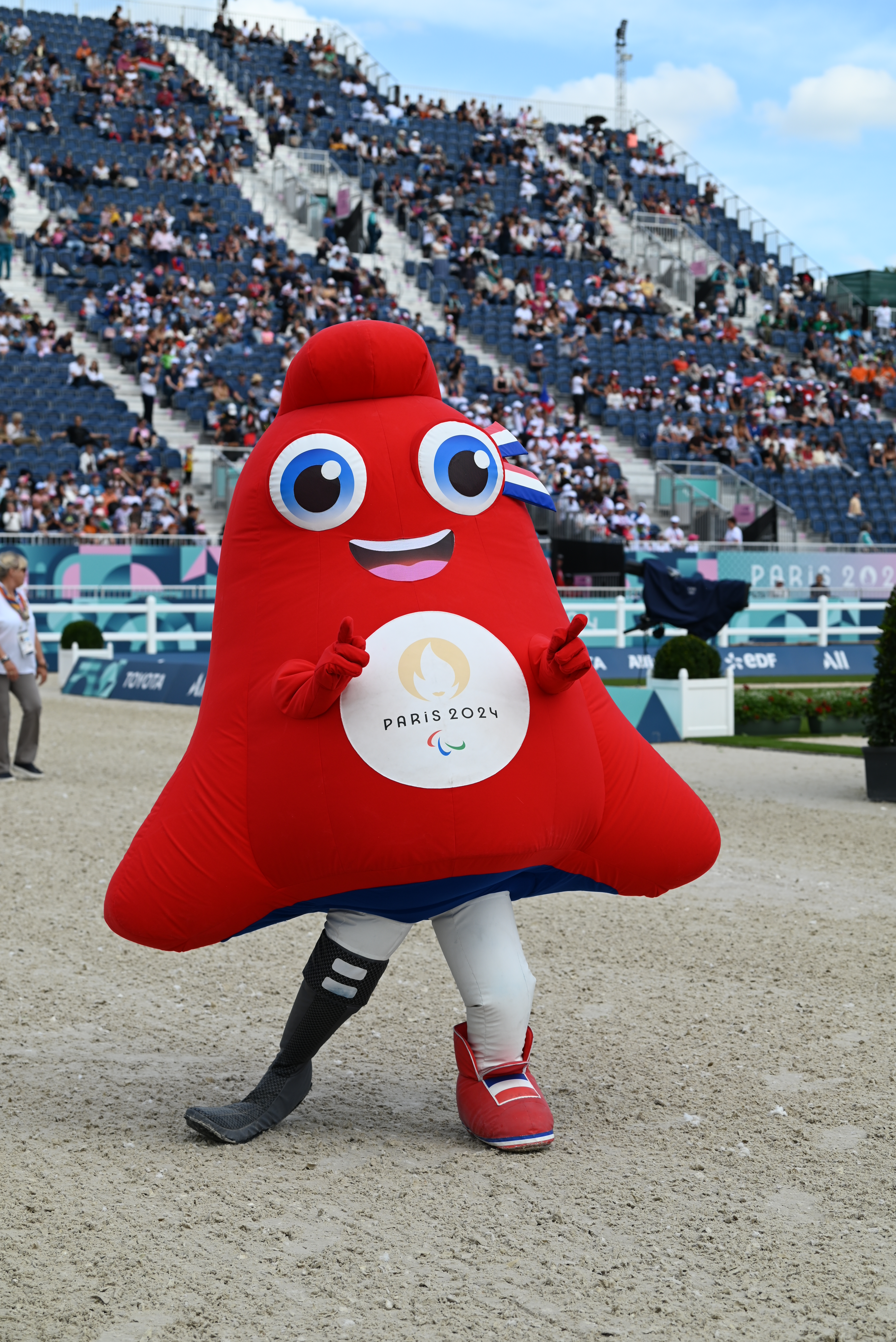
Une des Phryges paralympiques.

Les mascottes officielles sont dévoilées le 14 novembre 2022. Les Phryges, du nom reprenant le bonnet phrygien, sont des personnages en forme de ce même bonnet. Ces deux mascottes avec des bras et des jambes, dont l'une des deux, Phryge paralympique, possède une prothèse à une des jambes (premier handicap visible dans l'histoire des mascottes), font partie des rares mascottes à ne pas être des animaux. Choisies en clin d’œil à la Révolution française et à l'utilisation des premiers bonnets phrygiens, ces mascottes ont été conçues par l'agence créative W et les équipes de Paris 2024. Elles se déclinent aussi avec d'autres personnages secondaires pour les accompagner, ayant chacune des personnalités affirmées différentes. Les mascottes ont été validées par un échantillon d'enfants et sont déclinées sous différents formes de produits : porte-clés, tee-shirts, peluches qui sont produites en partie par l’usine bretonne Doudou & Compagnie.

## Participants

### Nations participantes
Cent-soixante-neuf délégations dont trois pour lesquelles ce sera leur première participation (Érythrée, Kiribati et Kosovo), sont attendues pour participer aux Jeux ; c'est un record dépassant le nombre de 164 nations des Jeux paralympiques de Londres 2012 et Tokyo 2020.
| Afrique | Amériques | Asie | Europe | Océanie |
| --- | --- | --- | --- | --- |
| - Afrique du Sud (32) - Algérie (26) - Angola (2) - Bénin (2) - Botswana (2) - Burkina Faso (1) - Burundi (2) - Cameroun (5) - Cap-Vert (2) - République centrafricaine (2) - République du Congo (2) - R. d. du Congo (2) - Côte d'Ivoire (3) - Égypte (54) - Éthiopie (4) - Érythrée (1) - Gabon (2) - Gambie (2) - Ghana (4) - Guinée (2) - Guinée-Bissau (2) - Kenya (13) - Lesotho (2) - Liberia (2) - Libye (3) - Malawi (2) - Mali (2) - Maroc (38) - Maurice (6) - Mozambique (1) - Namibie (5) - Niger (1) - Nigeria (23) - Ouganda (4) - Rwanda (13) - Sao Tomé-et-Principe (1) - Sénégal (4) - Sierra Leone (1) - Somalie (1) - Tanzanie (1) - Togo (1) - Tunisie (30) - Zambie (2) - Zimbabwe (2) | - Argentine (68) - Aruba (1) - Barbade (1) - Bermudes (2) - Brésil (256) - Canada (126) - Chili (28) - Colombie (74) - Costa Rica (8) - Cuba (21) - Équateur (14) - États-Unis (220) - Grenade (2) - Guatemala (2) - Haïti (1) - Honduras (1) - Îles Vierges des États-Unis (1) - Jamaïque (1) - Mexique (67) - Nicaragua (1) - Panama (3) - Paraguay (1) - Pérou (13) - Porto Rico (2) - République dominicaine (11) - Saint-Vincent-et-les-Grenadines (1) - Salvador (3) - Trinité-et-Tobago (1) - Uruguay (2) - Venezuela (25) | - Afghanistan (1) - Arabie saoudite (9) - Bahreïn (2) - Bangladesh (2) - Bhoutan (1) - Birmanie (1) - Cambodge (1) - Chine (284) - Corée du Sud (83) - Émirats arabes unis (13) - Hong Kong (23) - Inde (84) - Indonésie (35) - Irak (20) - Iran (65) - Israël (28) - Japon (177) - Jordanie (8) - Kazakhstan (44) - Kirghizistan (4) - Koweït (3) - Laos (1) - Liban (1) - Macao (1) - Malaisie (28) - Maldives (2) - Mongolie (12) - Népal (3) - Oman (2) - Ouzbékistan (65) - Pakistan (1) - Palestine (1) - Philippines (6) - Qatar (2) - Singapour (10) - Sri Lanka (8) - Syrie (1) - Taipei chinois (13) - Thaïlande (78) - Timor oriental (1) - Turkménistan (1) - Viêt Nam (7) - Yémen (1) | - Allemagne (143) - Arménie (3) - Autriche (24) - Azerbaïdjan (18) - Belgique (29) - Bosnie-Herzégovine (14) - Bulgarie (3) - Chypre (3) - Croatie (22) - Danemark (32) - Espagne (139) - Estonie (5) - Finlande (16) - France (239) - Géorgie (14) - Grande-Bretagne (201) - Grèce (37) - Hongrie (39) - Irlande (29) - Islande (5) - Italie (135) - Kosovo (1) - Lettonie (8) - Lituanie (9) - Luxembourg (2) - Macédoine du Nord (1) - Malte (2) - Moldavie (5) - Monténégro (4) - Norvège (18) - Pays-Bas (84) - Pologne (84) - Portugal (27) - Roumanie (6) - Serbie (23) - Slovaquie (26) - Slovénie (14) - Suède (20) - Suisse (27) - Tchéquie (32) - Turquie (93) - Ukraine (140) | - Australie (152) - Fidji (3) - Kiribati (1) - Nouvelle-Zélande (25) - Papouasie-Nouvelle-Guinée (2) - Salomon (4) - Tonga (1) - Vanuatu (2) |
| 42 pays | 29 pays | 38 pays | 42 pays | 7 pays |
| - Athlètes paralympiques neutres (96) - Équipe paralympique des réfugiés (8) | | | | |

La Chine possède la plus grande délégation avec 282 athlètes (124 hommes et 158 femmes) suivie par le Brésil avec 255 athlètes (138 hommes, 117 femmes). La France, pays hôte, compte 237 athlètes (155 hommes et 82 femmes) et est représentée dans les 22 sports. Les États-Unis comptent 220 athlètes, (110 hommes et 110 femmes), tandis que la Grande-Bretagne en compte 201 (109 hommes et 92 femmes).

### Participation des athlètes de Russie et de Biélorussie
Après l'Invasion de l'Ukraine par la Russie le 24 février 2022, le CIP vote le 16 novembre 2022 en faveur de l'exclusion des comités paralympiques russe et biélorusse des Jeux paralympiques.
Toutefois, en janvier 2023, le CIO amorce un revirement et annonce son intention d'accepter des athlètes russes et biélorusses en tant qu'athlètes neutres. Les fédérations internationales réintègrent petit à petit les athlètes individuellement mais sous bannière neutre.
Fin septembre 2023, le CIP vote en faveur de la participation, sous bannière Athlètes individuels neutres, des Russes et des Biélorusses , ; les comités paralympiques russes et biélorusses restent suspendus.

### Sportifs olympiques aux Jeux paralympiques
Les pongistes Bruna Costa Alexandre et Melissa Tapper ont participé à la fois aux tournois olympiques féminins et aux tournois paralympiques : la première est brésilienne et amputée du bras droit, la deuxième est australienne et ne sent plus son bras droit du fait d'un dysfonctionnement de son plexus brachial.

## Sports au programme

### Disciplines officielles
Les vingt-deux sports présents à Tokyo sont reconduits à Paris ; le Conseil devait maintenir le nombre d'athlètes autour de 4 350 et s'assurer que tout changement potentiel était neutre en termes de coûts. Avec ces principes directeurs, l'extension des Jeux à vingt-trois sports n'était pas une option viable.
Huit fédérations internationales avaient montré leur intérêt pour une introduction : Fédération internationale de football CP, Fédération internationale de foot fauteuil, Fédération internationale de golf, Association internationale de surf, Fédération mondiale de bras de fer, Fédération mondiale de karaté, Fédération mondiale de danse sportive et Fédération mondiale de voile (cette dernière discipline ayant déjà été incluse). Le Football à 7 est le seul sport additionnel à avoir respecté les différents critères et était toujours en lice pour son inclusion.
Quelques fédérations ont souhaité intégrer de nouvelles disciplines : le basket-ball en fauteuil roulant, le poumsé en taekwondo, le Para-trap en tir.
Finalement, le football à 7 n'est pas intégré pour des raisons logistiques. Les vingt-deux sports paralympiques sont reconduits avec des réserves sur le basket-ball en fauteuil roulant. La fédération de basket-fauteuil devait en effet revoir ses critères de classification de handicap. Le conseil d'administration de l'IPC décide en septembre de confirmer sa présence.
En novembre 2021, le Comité international paralympique valide le programme détaillé avec 549 épreuves dans 22 sports. Le quota d'athlètes féminins est rehaussé (1 859 soit 77 de plus qu'aux derniers Jeux) avec 8 épreuves féminines de plus (235 contre 227) :
- le para badminton décernera ainsi 16 médailles, soit deux de plus qu'à Tokyo ;
- Le para taekwondo passe de 6 à 10 épreuves ;
- La boccia voit 4 nouvelles catégories (11 contre 7) ;
- plus d'épreuves dans les nouveaux sports comme le para canoë et para triathlon.

Le CIP a par ailleurs standardisé le format de compétition des cinq sports par équipes au programme des Jeux, afin que toutes les épreuves réunissent à présent huit équipes.
| - Athlétisme (164) - Aviron (5) - Parabadminton (16) - Basket-ball en fauteuil roulant (2) - Boccia (11) - Canoë sprint (10) - Équitation (dressage) (11) - Escrime fauteuil (16) | - Football à 5 (1) - Goalball (2) - Dynamophilie (20) - Judo (16) - Natation (141) - Rugby-fauteuil (1) - Para-taekwondo (10) | - Tennis de table (31) - Tennis-fauteuil (6) - Tir à l'arc (9) - Tir (13) - Para-triathlon (11) - Volley-ball (2) - Cyclisme (51) |

### Épreuves grand public: la grande course cycliste
Une épreuve de cyclisme ouverte à tous devait se dérouler durant les Jeux olympiques, avant d'être repousée pour les Jeux paralympiques. L'événement n'a finalement pas lieu et est remplacé par des animations et compétitions vélo pour les collégiens.

## Calendrier
Le calendrier a été dévoilé le 1er février 2023 ; le dernier jour de compétition, il y a encore 14 finales avec notamment les titres du para-marathon.
|  | Cérémonies | C | Jour de compétition | 4 | Nombre de finales |

| Sports                                 | Sports          | Sports                                 | Jour de compétition (août / septembre) | Jour de compétition (août / septembre) | Jour de compétition (août / septembre) | Jour de compétition (août / septembre) | Jour de compétition (août / septembre) | Jour de compétition (août / septembre) | Jour de compétition (août / septembre) | Jour de compétition (août / septembre) | Jour de compétition (août / septembre) | Jour de compétition (août / septembre) | Jour de compétition (août / septembre) | Jour de compétition (août / septembre) |
| Sports                                 | Sports          | Sports                                 | Mer 28                                 | Jeu 29                                 | Ven 30                                 | Sam 31                                 | Dim 1                                  | Lun 2                                  | Mar 3                                  | Mer 4                                  | Jeu 5                                  | Ven 6                                  | Sam 7                                  | Dim 8                                  |
| -------------------------------------- | --------------- | -------------------------------------- | -------------------------------------- | -------------------------------------- | -------------------------------------- | -------------------------------------- | -------------------------------------- | -------------------------------------- | -------------------------------------- | -------------------------------------- | -------------------------------------- | -------------------------------------- | -------------------------------------- | -------------------------------------- |
| Cérémonies                             | Cérémonies      | Logo IPC                               | O                                      |                                        |                                        |                                        |                                        |                                        |                                        |                                        |                                        |                                        |                                        | C                                      |
| Athlétisme                             | Athlétisme      | Pictogramme Athlétisme                 |                                        |                                        | 13                                     | 18                                     | 19                                     | 13                                     | 24                                     | 15                                     | 19                                     | 16                                     | 22                                     | 4                                      |
| Aviron                                 | Aviron          | Pictogramme Aviron                     |                                        |                                        | C                                      | C                                      | 5                                      |                                        |                                        |                                        |                                        |                                        |                                        |                                        |
| Basket-ball                            | Basket-ball     | Pictogramme Basket-ball                |                                        | C                                      | C                                      | C                                      | C                                      | C                                      | C                                      | C                                      | C                                      | C                                      | 1                                      | 1                                      |
| Boccia                                 | Boccia          | Pictogramme Boccia                     |                                        | C                                      | C                                      | C                                      | 2                                      | 6                                      | C                                      | C                                      | 3                                      |                                        |                                        |                                        |
| Cyclisme                               | Sur route       | Pictogramme Cyclisme                   |                                        |                                        |                                        |                                        |                                        |                                        |                                        | 19                                     | 6                                      | 4                                      | 5                                      |                                        |
| Cyclisme                               | Sur piste       | Pictogramme Cyclisme                   |                                        | 4                                      | 5                                      | 4                                      | 4                                      |                                        |                                        |                                        |                                        |                                        |                                        |                                        |
| Haltérophilie                          | Haltérophilie   | Pictogramme Haltérophilie              |                                        |                                        |                                        |                                        |                                        |                                        |                                        | 4                                      | 4                                      | 4                                      | 4                                      | 4                                      |
| Équitation                             | Équitation      | Pictogramme Équitation                 |                                        |                                        |                                        |                                        |                                        |                                        | 5                                      | 2                                      |                                        | 1                                      | 5                                      |                                        |
| Escrime                                | Escrime         | Pictogramme Escrime handisport         |                                        |                                        |                                        |                                        |                                        |                                        | 4                                      | 4                                      | 2                                      | 4                                      | 2                                      |                                        |
| Football à 5                           | Football à 5    | Pictogramme Football à 5               |                                        |                                        |                                        |                                        | C                                      | C                                      | C                                      |                                        | C                                      |                                        | 1                                      |                                        |
| Goalball                               | Goalball        | Pictogramme Goalball                   |                                        | C                                      | C                                      | C                                      | C                                      | C                                      | C                                      | C                                      | 2                                      |                                        |                                        |                                        |
| Judo                                   | Judo            | Pictogramme Judo                       |                                        |                                        |                                        |                                        |                                        |                                        |                                        |                                        | 5                                      | 5                                      | 6                                      |                                        |
| Natation                               | Natation        | Pictogramme Natation                   |                                        | 15                                     | 14                                     | 15                                     | 14                                     | 13                                     | 15                                     | 12                                     | 13                                     | 15                                     | 15                                     |                                        |
| Badminton                              | Badminton       | Pictogramme Parabadminton              |                                        | C                                      | C                                      | C                                      | 5                                      | 8                                      |                                        |                                        |                                        |                                        |                                        |                                        |
| Canoë-kayak                            | Canoë-kayak     | Pictogramme Paracanoë                  |                                        |                                        |                                        |                                        |                                        |                                        |                                        |                                        |                                        | C                                      | 5                                      | 5                                      |
| Rugby                                  | Rugby           | Pictogramme Rugby-fauteuil             |                                        | C                                      | C                                      | C                                      | C                                      | 1                                      |                                        |                                        |                                        |                                        |                                        |                                        |
| Taekwondo                              | Taekwondo       | Pictogramme Parataekwondo              |                                        | 3                                      | 4                                      | 3                                      |                                        |                                        |                                        |                                        |                                        |                                        |                                        |                                        |
| Tennis                                 | Tennis          | Pictogramme Tennis en fauteuil roulant |                                        | C                                      | C                                      | C                                      | C                                      | C                                      | C                                      | 1                                      | 2                                      | 2                                      | 1                                      |                                        |
| Tennis de table                        | Tennis de table | Pictogramme Tennis de table            |                                        | C                                      | 2                                      | 5                                      | 3                                      | C                                      | 1                                      | 3                                      | 5                                      | 5                                      | 7                                      |                                        |
| Tir                                    | Tir             | Pictogramme Tir                        |                                        |                                        | 3                                      | 2                                      | 2                                      | 1                                      | 2                                      | 2                                      | 1                                      |                                        |                                        |                                        |
| Tir à l'arc                            | Tir à l'arc     | Pictogramme Tir à l'arc                |                                        | C                                      | C                                      | 2                                      | 2                                      | 2                                      | 1                                      | 1                                      | 1                                      |                                        |                                        |                                        |
| Triathlon                              | Triathlon       | Pictogramme Triathlon                  |                                        |                                        |                                        |                                        | 7                                      | 8                                      |                                        |                                        |                                        |                                        |                                        |                                        |
| Volley-ball                            | Volley-ball     | Pictogramme Volley-ball assis          |                                        | C                                      | C                                      | C                                      | C                                      | C                                      | C                                      | C                                      | C                                      | 1                                      | 1                                      |                                        |
|                                        |                 |                                        | Mer 28                                 | Jeu 29                                 | Ven 30                                 | Sam 31                                 | Dim 1                                  | Lun 2                                  | Mar 3                                  | Mer 4                                  | Jeu 5                                  | Ven 6                                  | Sam 7                                  | Dim 8                                  |
| Jour de compétition (août / septembre) |                 |                                        |                                        |                                        |                                        |                                        |                                        |                                        |                                        |                                        |                                        |                                        |                                        |                                        |

## Tableau des médailles
Le tableau suivant présente les quinze premières nations au classement des médailles de leurs athlètes :
- Pays organisateur (France)

| Rang                                                            | Nation          | Or | Argent | Bronze | Total |
| --------------------------------------------------------------- | --------------- | -- | ------ | ------ | ----- |
| 1                                                               | Chine           | 94 | 76     | 50     | 220   |
| 2                                                               | Grande-Bretagne | 49 | 44     | 31     | 124   |
| 3                                                               | États-Unis      | 36 | 42     | 27     | 105   |
| 4                                                               | Pays-Bas        | 27 | 17     | 12     | 56    |
| 5                                                               | Brésil          | 25 | 26     | 38     | 89    |
| 6                                                               | Italie          | 24 | 15     | 32     | 71    |
| 7                                                               | Ukraine         | 22 | 28     | 32     | 82    |
| 8                                                               | France          | 19 | 28     | 28     | 75    |
| 9                                                               | Australie       | 18 | 17     | 28     | 63    |
| 10                                                              | Japon           | 14 | 10     | 17     | 41    |
| 11                                                              | Allemagne       | 10 | 14     | 25     | 49    |
| 12                                                              | Canada          | 10 | 9      | 10     | 29    |
| 13                                                              | Ouzbékistan     | 10 | 9      | 7      | 26    |
| 14                                                              | Iran            | 8  | 10     | 7      | 25    |
| 15                                                              | Suisse          | 8  | 8      | 5      | 21    |
| Pour consulter ou modifier les données, voir le tableau complet |                 |    |        |        |       |

## Bilan sportif

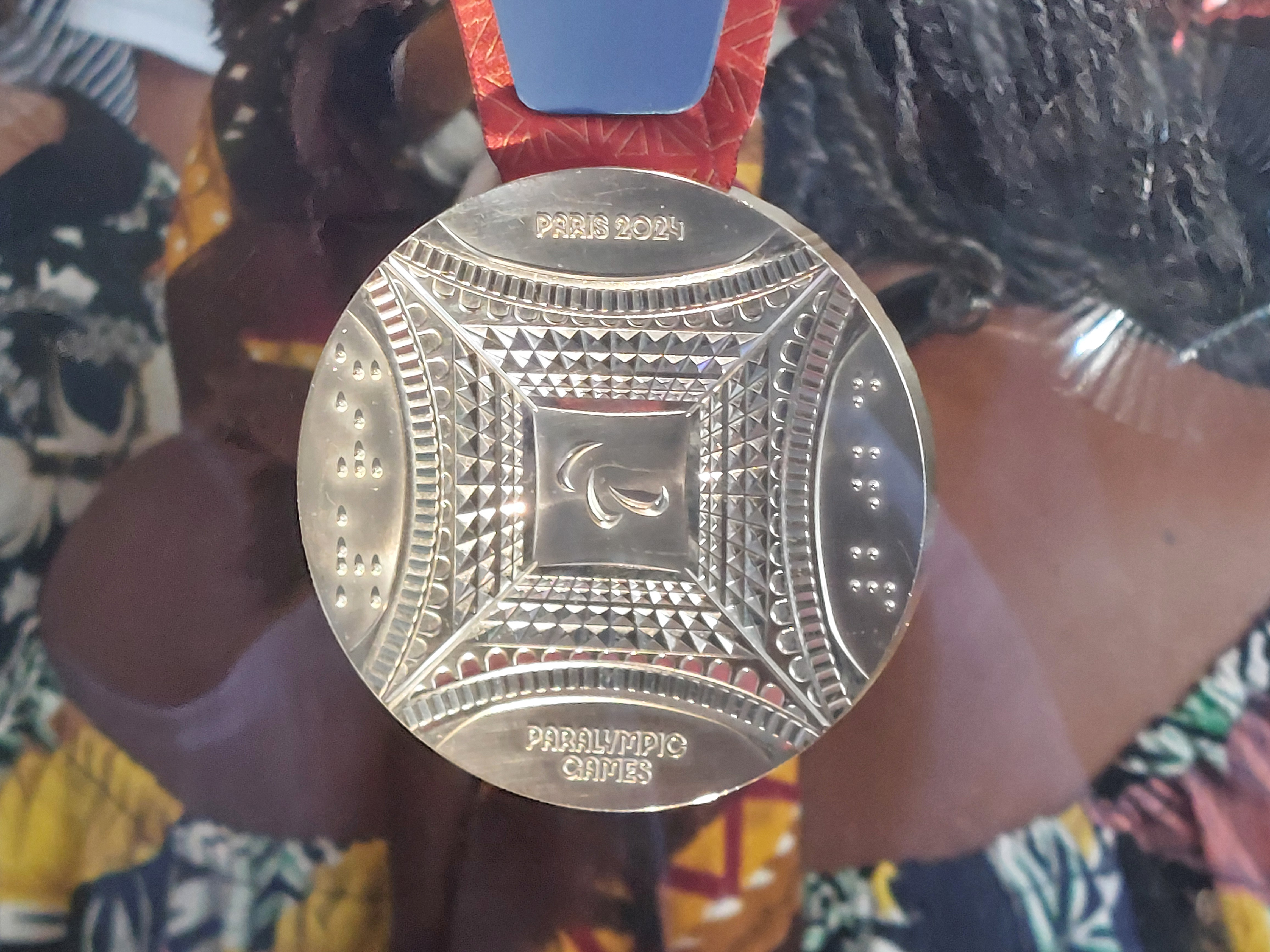
Dos de la médaille d'argent paralympique.

Maurice, le Népal et l'équipe paralympique des réfugiés ont remporté leurs premières médailles paralympiques.
L'athlète le plus médaillé, avec 7 titres olympiques, est la para-nageuse chinoise Jiang Yuyan, suivi par le para-nageur italien Stephano Raimondi (en) et la para-athlète suisse Catherine Debrunner (6 médailles dont 5 titres), le para-nageur Ihar Boki (5 titres) et le para-nageur chinois Guo Jincheng (6 médailles dont 4 titres).
Les athlètes français les plus médaillés sont le para-cycliste Mathieu Bosredon (3 titres), le para-cycliste Alexandre Léauté (4 médailles dont 2 titres), le para-cycliste Florian Jouanny (3 médailles dont 2 titres) et le para-nageur Ugo Didier (3 médailles dont 1 titre).

## Anecdotes
La ola silencieuse, ou Céciola, a été inventée lors du match de cécifoot Turquie-Chine lors de la deuxième journée du tournoi.

## Radiodiffusion
Parallèlement aux Jeux olympiques, le diffuseur public national français France Télévisions a obtenu les droits de diffusion nationaux et ultramarins des Jeux paralympiques d'été 2024. Ces événements seront principalement diffusés sur leurs chaînes principales, France 2 et France 3,.
À la radio, la cérémonie d'ouverture a été retransmise en direct sur France Bleu Paris et RFI. 
Le 28 août 2020, Channel 4 a annoncé la prolongation de son accord avec le Comité international paralympique jusqu'à Paris 2024,.